# Carpodiptera mirabilis
Carpodiptera mirabilis là một loài thực vật có hoa thuộc họ Tiliaceae.
Nó chỉ được tìm thấy ở Cuba.